# Monaco ai Giochi della XI Olimpiade
Monaco partecipò ai Giochi della XI Olimpiade, svoltisi a Berlino, Germania, dal 1º al 16 agosto 1936, con una delegazione di 8 atleti impegnati in due discipline.